# カナシミ ブルー
「カナシミ ブルー」は、KinKi Kidsの14枚目のシングル。2002年5月2日発売。発売元はジャニーズ・エンタテイメント。

## 解説
初回盤と通常盤はジャケット違い。前作のような収録曲の変更はない。

## チャート成績
オリコン週間ランキングで、初週20.8万枚を売り上げ、初登場1位を獲得した。CD累計売上は33.0万枚（オリコン調べ）を記録した。

## 収録曲
1. カナシミ ブルー
（作詞・作曲：堂島孝平 / 編曲：CHOKKAKU）
堂本光一・堂本剛出演のUCカード CMソング。
後に、作詞作曲した堂島孝平がアルバム「Best of HARD CORE POP!」にてセルフカバーした。
自身の2007年のベスト・アルバム『39』発売時のファン投票で23位にランクインした。 
出版者：ブライト・ノート・ミュージック
2. 生まれた時からのサヨナラを僕達は
（作詞・作曲：松岡充 / 編曲：明石昌夫）
出版者：ブライト・ノート・ミュージック
3. カナシミ ブルー (Instrumental)
4. 生まれた時からのサヨナラを僕達は (Instrumental)

## 参加ミュージシャン
※クレジットは『KinKi Single Selection II』より
カナシミ ブルー
- Arrange, Programming & Keyboards: CHOKKAKU
- Guiter & Chorus: 知野芳彦
- Bass: 種子田健
- Chorus: 堂本光一、佐々木久美、高尾直樹

## 収録アルバム
- カナシミ ブルー
  - F album（アルバムバージョン）
  - KinKi Single Selection II
  - 39
  - The BEST
- 生まれた時からのサヨナラを僕達は

（アルバム未収録）

## 映像作品
- カナシミ ブルー
  - KinKi Kids Dome F Concert 〜Fun Fan Forever〜
  - KinKi KISS2 Single Selection
  - KinKi Kids Dome Tour 2004-2005 -Font De Anniversary.-
  - KinKi you DVD
  - KinKi Kids 2010-2011 〜君も堂本FAMILY〜
  - K album（初回限定盤）
  - KinKi Kids Concert 「Memories & Moments」
  - We are KinKi Kids Dome Concert 2016-2017 TSUYOSHI & YOU & KOICHI
  - The BEST
  - P album（初回盤A）
  - 39 Very much